# Cornet (okręg Vâlcea)
Cornet – wieś w Rumunii, w okręgu Vâlcea, w gminie Vaideeni. W 2011 roku liczyła 146 mieszkańców.